# Delta (cząstka)
Cząstka delta (Δ) – barion należący do dekupletu Δ, Σ*, Ξ*, Ω.
- masa spoczynkowa 1232 MeV
- spin 3/2
- dziwność 0
- izospin 3/2 – występuje w czterech odmianach:
  - ładunek elektryczny + 2 (kwarki uuu);
  - ładunek + 1 (uud);
  - ładunek 0 (udd);
  - ładunek – 1 (ddd).

Każdej odpowiada antycząstka.